# Рашид ад-Дин Ватват
Раши́д ад-Дин Мухаммед ибн Мухаммед ибн Абд аль-Джалиль аль-Умари (араб. رشيد الدين محمد بن محمد بن عبد الجليل العمري‎), более известный как Ватва́т (перс. وطواط‎ — «ласточка»; род. 1087, 1088 или 1089 — ум. 1177, 1182 или 1183) — персо-арабский поэт, писатель и филолог.

## Биография
Рашид ад-Дин Ватват был потомком халифа Умара ибн аль-Хаттаба. Родился в 1087 (или 1088/1089) году в Балхе или Бухаре, обучался в медресе Низамия в Балхе. Бо́льшую часть жизни провёл в Гургандже — столице Хорезма, где возглавлял канцелярию (был сахиб диван аль-инша) при дворе Ала ад-Дина Атсыза и его преемника Иль-Арслана. Согласно Доулатшаху, умер в возрасте 97 лет в 578 году хиджры (1182 или 1183 год). Согласно Якуту аль-Хамави, он умер в 573 году хиджры (1177 или 1178 году).
Ватват писал и на персидском, и на арабском языках. Его перу принадлежат сборники посланий, написанные рифмованной прозой; сборники пословиц, назиданий и мудрых мыслей; стословники изречений праведных халифов; диваны стихов на арабском и персидском языках. Также он является автором трактатов по поэтике и метрике стиха и книги «Сады волшебства в тонкостях поэзии». На протяжении многих веков иранские поэты обращались к учению Ватвата об украшении речи приёмами бади.